# レプトスピラ症
レプトスピラ症（Leptospirosis）は、病原性レプトスピラ科スピロヘータの感染による人獣共通感染症。
古より秋疫（あきやみ）、用水病、七日熱（なぬかやみ）などの名前で呼ばれたが、大まかには黄疸出血性レプトスピラ（ワイル病）、秋季レプトスピラ、イヌ型レプトスピラなどに分けられる。感染症法の四類感染症であり、家畜伝染病予防法の届出伝染病にも指定されている。と畜場法においては全頭廃棄の対象となる。
ワイル病の名は、1886年にドイツの医学者アドルフ・ヴァイル（Adolf Weil）により初めて報告されたことによる。

## 原因
スピロヘータ門スピロヘータ綱レプトスピラ目レプトスピラ科に属するグラム陰性菌のレプトスピラ（Leptospira ）、レプトネマ（Leptonema ）、ツルネリア（Truneria ）の病原株が原因となる。好気的環境を好み生育し、中性から弱アルカリ性の淡水中、湿った土壌中で数カ月は生存するとされている。ネズミなどの野生動物を自然宿主として、ヒトだけでなくイヌ、ウシ、ブタなどほとんどの哺乳類に感染する。腎臓尿細管などで増殖し、排泄物を経由して汚染された水や土壌から経口・経皮的に感染する。ヒトからヒトへの感染は起こらない。
2022年、琉球大学の研究チームは西表島の河川付近の土壌を分析し、宿主動物がイノシシおよびクマネズミ類であることを明らかにしている。

## 疫学
中南米、東南アジアなどの熱帯、亜熱帯地域での流行があり、東南アジアの流行は7 - 10月に集中している。特に被害が深刻なのはタイであり、年間数千人規模の流行がみられる。日本では1970年代前半までは年間50名以上の死亡が報告されていたが、近年では患者数、死亡者数とも激減し、各地で散発的に認められる程度である。集団感染の例としては、1999年に沖縄県八重山諸島の例が確認されている。下水道工事関係者や畜産関係者などの患者が多く、職業病の一つである。近年では水辺のレジャー産業に関わる患者が増加している。また、海外渡航者の増加に伴い、流行地からの輸入感染例が報告されているほか、海外からの家畜や伴侶動物などの輸入を介して国内にレプトスピラが持ち込まれる可能性が指摘されている。
海外ではトライアスロンなどのウォータースポーツによる集団発生も報告されている。2014年には沖縄県の北部演習場で米兵90人が感染、2016年9月28日には8月6～7日に同県国頭村の奥間川で遊んだ小中学生10人と30代女性の計11人が、8～12日後に発熱や筋肉痛、結膜充血などを発症したという集団発生のケースが同県健康長寿課から発表されている。2005年4月に輸入アメリカモモンガ由来の感染により、静岡市内の動物取り扱い業者の従業員2名が発病した。輸入した108頭は、炭酸ガスで安楽殺後、焼却された。

### 災害に伴う発生例
- 2009年10月、フィリピンは台風16号、台風17号の接近を受け、集中豪雨により、マニラ首都圏の大部分が冠水するなどの被害を受けた。この豪雨災害に伴い被災地ではレプトスピラ症が蔓延。89人が死亡した[6]。

## 症状
- ヒト

潜伏期間は3日から14日程度で、悪寒、発熱、頭痛、全身の倦怠感、眼球結膜の充血、筋肉痛、腰痛など急性熱性疾患の症状を示すとされる。ツツガムシ病や日本紅斑熱と似た症状を呈する。軽症型の場合は風邪と似た症状でやがて回復するが、ワイル病の別名でも呼ばれる重症型では、5〜8日後から黄疸、出血、肝臓・腎臓障害などの症状が見られ、エボラ出血熱と同レベルの全身出血を伴ったり、播種性血管内凝固症候群を引き起こす場合もある。重症型の死亡率は5〜50％とされる。しかし、初期の把握痛や結膜充血及び進行して発現するとされる黄疸、点状出血、肝脾腫など特徴的な症状を示さない場合もある。
- イヌ

急性の場合、出血、発熱、嘔吐、血便、口腔粘膜の潰瘍、黄疸、腎炎、出血傾向などの症状を示し、2〜4日で死亡する。
- ウシ・ウマ・ブタ・ヒツジ・ヤギ

発熱、溶血性貧血、黄疸、流産・死産、生殖障害、間欠性眼炎、虹彩毛様体炎など、種によって様々な症状を示す。
キツネ、スカンク、オポッサムのほか、家鼠をはじめとする各種囓歯類では不顕性感染（症状が表れない）で保有体となって感染源になる。ただしハムスターは例外的に激しい症状を示して1 - 2週間で死亡する。また、ブタやウシも感染源となっている可能性が示唆されている。

## 診断
1. 病原体の分離 - コルトフ培地というレプトスピラ菌専用の特殊な検査培地による病原体の培養によって行う[1]。
2. 血清診断法 - 顕微鏡下凝集試験法（MAT）による抗体の検出[1]。
3. レプトスピラ遺伝子のPCR法による検出[1]。

## 治療
主に抗生物質が使用される。軽症型にはβラクタム系やアミノグリコシド系、テトラサイクリン系、重症型ではストレプトマイシンやペニシリン系の抗生剤が使用される事が多い。ただし投与後に、体内の細菌が一斉に崩壊して毒素が短時間で血液中に放出され、発熱・低血圧などのショック症状（ヤーリッシュ・ヘルクスハイマー反応 Jarisch Herxheimer）を起こす場合がある。

## 予防
- ワイル病秋疫混合ワクチン

血清型が合致する菌に対しては6年程度免疫が有効とされるが、初回は一週間間隔で2回接種し、1年後にもう1回接種する必要がある。なお、確認されている血清型は250以上あるが、現在のワクチンではその中の5つの型にしか対応していない。
- 50℃10分の熱で死滅するほか、乾燥やpH6.8以下の酸に弱い為、次亜塩素酸ナトリウム、ヨードチンキ、逆性石鹸で消毒出来る。一方で低温には強い。
- 軽症型での治療にも使われるドキシサイクリンなどのテトラサイクリン系抗生剤は予防に効果があるが、長期間の服用は奨められないとされる。
- 流行地域では不用意に水に入らないこと[1]。特に洪水の後は感染の危険性が高まるため、絶対に水に入らないこと[1]。
- イヌの輸入の際はレプトスピラに感染していないことを証明する必要がある。